# Guglielmo IV di Aquitania
Guglielmo di Aquitania, detto anche Guglielmo II di Poitiers, conosciuto come Guglielmo Braccio di Ferro, oppure Guglielmo Fortebraccio (937 – 996), fu conte di Poitiers e duca d'Aquitania dal 963 al 993.

## Origine
Secondo il monaco e storico, Ademaro di Chabannes, era figlio del duca d'Aquitania, conte d'Alvernia e conte di Poitiers, Guglielmo Testa di Stoppa e della moglie, Gerloc (917-962, ribattezzata Adele) di Normandia, figlia del duca di Normandia, Rollone (870-927) e della seconda moglie, Poppa di Bayeux. Guglielmo testa di Stoppa era figlio del duca d'Aquitania, conte d'Alvernia e conte di Poitiers, Ebalus il Bastardo e della sua prima moglie, Aremburga; la discendenza è confermata anche dal Chronico Comitum Pictaviæ, che lo definisce Testa di Stoppa (Caput stupe).

## Biografia
Nel 963, alla morte di suo padre, gli subentrò nei titoli di duca d'Aquitania e conte di Poitiers, mentre la contea di Alvernia veniva concessa come viscontea a Roberto II di Clermont.
Secondo lo storico francese Alfred Richard, Guglielmo IV in un documento proveniente dal cartolario di Saint-Hilaire de Poitiers, si definisce duca d'Aquitania per grazia divina (Guillelmus, divina ordinante clementia, Aquitanensium dux).
Nel 968, nello stesso anno in cui la sorella Adelaide (952-1004) aveva sposato il futuro re di Francia Ugo Capeto (940-996), secondo il Chronicon Santi Maxentii Pictavinis, Chroniques des Eglises d´Anjou, Guglielmo sposò Emma, figlia del conte Tebaldo I di Blois. Guglielmo oltre ad essere un guerriero valoroso (da cui il suo soprannome) che seppe imporre la sua autorità ai visconi ed ai signori del Poitiers, fu anche un adultero, che provocò l'allontanamento della moglie, Emma, a causa dei suoi numerosi adulteri e sempre secondo lo storico francese Alfred Richard, a causa del suo comportamento perse la moglie (Ob facinus amissae uxoris).
Sembrerebbe che le scarse informazioni che si hanno di lui siano dovute al fatto che i cronisti dell'epoca erano restii a trattare delle infedeltà del duca.
Secondo lo storico Szabolcs de Vajay, la contessa Emma si allontanò dal marito, lasciando la contea di Poitiers, dove risiedeva, nel 976.
Dal cartolario di Saint-Hilaire de Poitiers, risulta che in questo stesso periodo Guglielmo fece alcune donazioni.
I suoi primi anni da duca Guglielmo li aveva passati a combattere, ed in particolare si era scontrato con il conte Goffredo I d'Angiò, detto Grisegonelle (?-887), a cui, nel 975, strappò la città di Loudun.
Nel 979, il re di Francia, Lotario IV, restaurò il regno d'Aquitania per il figlio, Luigi, che era stato associato al trono e incoronato, quello stesso anno, re di Francia, a Compiègne, ma il ducato di Aquitania continuò ad essere governato autonomamente. Poi, nel 982, fece sposare Luigi con Adelaide d'Angiò, come ci confermano le Richeri Historiarum; la cerimonia, molto imponente fu celebrata in Alvernia, a Vieux-Brioude, Haute-Loire, dove, i due, sempre secondo le Richeri Historiarum furono incoronati re e regina d'Aquitania dai vescovi; il matrimonio tuttavia durò poco perché già due anni dopo i due, incapaci di vivere pacificamente insieme, divorziarono, anche per la differenza di età (nell'Ex Libro de Otiis Imperialibus vengono definiti: Ludovicus, qui adhuc puer Blanchiam duxit uxorem) giacché Luigi aveva circa quindici anni ed Adelaide circa quaranta ed avevano costumi ed interessi diversi. Secondo il monaco cluniacense e cronista, Rodolfo il Glabro fu Adelaide che stanca del marito, Luigi, lo convinse a seguirla in Aquitania, dove lo abbandonò, riunendosi ai suoi familiari. E dato che l'Aquiatnia era sempre controllata dal suo duca, Guglielmo IV, Lotario IV andò a riprendersi il figlio, per riportarlo alla corte di Parigi.
Nel 988, sempre secondo il Richard, la moglie Emma rientrò a Poitiers, riunendo nuovamente la famiglia.
In quello stesso anno, Guglielmo non riconobbe l'elezione a re di Francia del cognato Ugo Capeto, il quale, ricordando che il suo predecessore, il re Lotario gli aveva assegnato il ducato d'Aquitania (a cui aveva rinunciato dopo un accordo con Guglielmo Testa di Stoppa), ora la pretese da Guglielmo. Avendo ricevuto un rifiuto attaccò l'Aquitania, ma l'esercito reale venne sconfitto nella valle della Loira.
Guglielmo IV fece di più, accolse nel suo palazzo di Poitiers, il giovane Luigi (980-ca. 1010), carolingio, figlio del pretendente al trono di Francia Carlo di Bassa Lorena (953-993), che era stato imprigionato a Parigi da Ugo Capeto, trattandolo col rispetto dovuto al pretendente al trono.
Poco dopo che Emma si era riunita al marito, nel gennaio del 989, Guglielmo, assieme alla moglie e al figlio, secondo il cartolario di Saint-Hilaire de Poitiers, fondò un ospedale vicino all'abbazia di Sant'Ilario.
Nel frattempo, sempre secondo il Richard, Guglielmo era stato abbandonato nuovamente dalla moglie Emma e dal figlioGuglielmo.
Nel dicembre del 992, però, secondo il Richard, fu fatta una donazione da Guglielmo ed Emma assieme al loro primogenito, Guglielmo, all'abbazia di Saint-Maixent.
Nel gennaio 993, Guglielmo si ritirò nel monastero Saint-Cyprien di Poitiers lasciando i titoli al figlio Guglielmo; dopo pochi mesi si trasferì nell'abbazia di Saint-Maixent.
Guglielmo morì a Saint-Maixent, nel 996, dove fu sepolto.

## Discendenza
Guglielmo ed Emma ebbero almeno due figli:
- Guglielmo il Grande[2][6](ca. 969-1030), duca d'Aquitania e conte di Poitiers.
- Ebalus (?-dopo il 997), che morì giovane.

## Ascendenza
|                            |                      |                           | Genitori   |  |  | Nonni |  |  | Bisnonni               |  |  | Trisnonni             |  |
|                            |                      |                           |            |  |  |       |  |  | Ranulfo II di Poitiers |  |  | Ranulfo I di Poitiers |  |
|                            |                      |                           |            |  |  |       |  |  | Ranulfo II di Poitiers |  |  | Ranulfo I di Poitiers |  |
|                            |                      | Blichilde del Maine       |            |  |  |       |  |  | Ranulfo II di Poitiers |  |  |                       |  |
| Ebalus di Aquitania        |                      |                           |            |  |  |       |  |  | Ranulfo II di Poitiers |  |  |                       |  |
|                            |                      | …                         | …          |  |  |       |  |  |                        |  |  |                       |  |
|                            |                      | …                         | …          |  |  |       |  |  |                        |  |  |                       |  |
|                            |                      | …                         | …          |  |  |       |  |  |                        |  |  |                       |  |
| Guglielmo III di Aquitania |                      | …                         |            |  |  |       |  |  |                        |  |  |                       |  |
|                            |                      | …                         | …          |  |  |       |  |  |                        |  |  |                       |  |
|                            |                      | …                         | …          |  |  |       |  |  |                        |  |  |                       |  |
|                            |                      | …                         | …          |  |  |       |  |  |                        |  |  |                       |  |
| Aremburga                  |                      | …                         |            |  |  |       |  |  |                        |  |  |                       |  |
|                            |                      | …                         | …          |  |  |       |  |  |                        |  |  |                       |  |
|                            |                      | …                         | …          |  |  |       |  |  |                        |  |  |                       |  |
|                            |                      | …                         | …          |  |  |       |  |  |                        |  |  |                       |  |
| Guglielmo IV d'Aquitania   |                      | …                         |            |  |  |       |  |  |                        |  |  |                       |  |
|                            | Ragnvald Eysteinsson | Eystein Ivarsson          |            |  |  |       |  |  |                        |  |  |                       |  |
|                            | Ragnvald Eysteinsson | Eystein Ivarsson          |            |  |  |       |  |  |                        |  |  |                       |  |
|                            | Ragnvald Eysteinsson | …                         |            |  |  |       |  |  |                        |  |  |                       |  |
| Rollone                    | Ragnvald Eysteinsson |                           |            |  |  |       |  |  |                        |  |  |                       |  |
|                            |                      | Ragnhilde                 | Rolf Nefia |  |  |       |  |  |                        |  |  |                       |  |
|                            |                      | Ragnhilde                 | Rolf Nefia |  |  |       |  |  |                        |  |  |                       |  |
|                            |                      | Ragnhilde                 | …          |  |  |       |  |  |                        |  |  |                       |  |
| Gerloc/Adele di Normandia  |                      | Ragnhilde                 |            |  |  |       |  |  |                        |  |  |                       |  |
|                            |                      | Berengario II di Neustria | …          |  |  |       |  |  |                        |  |  |                       |  |
|                            |                      | Berengario II di Neustria | …          |  |  |       |  |  |                        |  |  |                       |  |
|                            |                      | Berengario II di Neustria | …          |  |  |       |  |  |                        |  |  |                       |  |
| Poppa di Bayeux            |                      | Berengario II di Neustria |            |  |  |       |  |  |                        |  |  |                       |  |
|                            |                      | …                         | …          |  |  |       |  |  |                        |  |  |                       |  |
|                            |                      | …                         | …          |  |  |       |  |  |                        |  |  |                       |  |
|                            |                      | …                         | …          |  |  |       |  |  |                        |  |  |                       |  |
|                            |                      | …                         |            |  |  |       |  |  |                        |  |  |                       |  |

### Fonti primarie
- (LA)  Ademarus Engolismensis Historiarum.
- (LA)  Chronicon Santi Maxentii Pictavinis, Chroniques des Eglises d´Anjou.
- (LA)  Monumenta Germaniae Historica, Scriptores, tomus IV.
- (LA)  Guadet, J. (ed.) (1845) Richeri Historiarum (Paris).
- (LA)  Rerum Gallicarum et Francicarum Scriptires, tomus IX.
- (LA)  Rodulfi Glabri Historiarum Libri Quinque.
- (LA)  Documents pour l´histoire de l´église de Saint-Hilaire de Poitiers, Mémoires de la société des antiquaires de l'ouest, année 1847.

### Letteratura storiografica
- Louis Alphen, Francia: Gli ultimi Carolingi e l'ascesa di Ugo Capeto (888-987), in «Storia del mondo medievale», vol. II, 1979, pp. 636–661
- (FR)  Alfred Richard, Les comtes de Poitou, tome I.
- (FR)  Alfred Richard, Chartes et documents pour servir à l'histoire de l'abbaye de Saint-Maixent, Archives historiques du Poitou Tome XVI (Poitiers) ("Saint-Maixent").